# Divize D 1978/1979
V soubojích 14. ročníku Moravskoslezské divize D 1978/79 (jedna ze skupin 3. fotbalové ligy) se utkalo 16 týmů každý s každým dvoukolovým systémem podzim–jaro. Tento ročník začal v srpnu 1978 a skončil v červnu 1979.

## Nové týmy v sezoně 1978/79
- Ze II. ligy – sk. B 1977/78 sestoupilo do Divize D mužstvo TJ NHKG Ostrava.
- Z Jihomoravského krajského přeboru 1977/78 postoupilo vítězné mužstvo TJ Jiskra Staré Město.[1]
- Ze Severomoravského krajského přeboru 1977/78 postoupilo vítězné mužstvo TJ Spartak PS Přerov.

## Konečná tabulka
Zdroj: 
| Poř. | Tým                                 | Z  | V  | R  | P  | VG | OG | B  |
| ---- | ----------------------------------- | -- | -- | -- | -- | -- | -- | -- |
| 1.   | TJ NHKG Ostrava (S)                 | 30 | 17 | 8  | 5  | 51 | 22 | 42 |
| 2.   | TJ Baník Horní Suchá                | 30 | 16 | 5  | 9  | 40 | 31 | 37 |
| 3.   | TJ Spartak Uherský Brod             | 30 | 14 | 8  | 8  | 55 | 32 | 36 |
| 4.   | TJ Železárny Prostějov              | 30 | 15 | 5  | 10 | 48 | 41 | 35 |
| 5.   | TJ Jiskra Staré Město (N)           | 30 | 12 | 10 | 8  | 44 | 39 | 34 |
| 6.   | TJ Slovácká Slavia Uherské Hradiště | 30 | 11 | 8  | 11 | 31 | 30 | 30 |
| 7.   | TJ Spartak PS Přerov (N)            | 30 | 9  | 12 | 9  | 30 | 35 | 30 |
| 8.   | TJ TŽ Třinec „B“                    | 30 | 9  | 11 | 10 | 33 | 24 | 29 |
| 9.   | TJ US Uničov                        | 30 | 11 | 7  | 12 | 32 | 35 | 29 |
| 10.  | TJ Slavia Kroměříž                  | 30 | 11 | 7  | 12 | 33 | 40 | 29 |
| 11.  | TJ Veselí nad Moravou               | 30 | 8  | 11 | 11 | 40 | 47 | 27 |
| 12.  | TJ Fatra Napajedla                  | 30 | 8  | 11 | 11 | 25 | 32 | 27 |
| 13.  | TJ Baník 1. máj Karviná             | 30 | 9  | 8  | 13 | 30 | 36 | 26 |
| 14.  | TJ Zetor Brno                       | 30 | 10 | 6  | 14 | 34 | 43 | 26 |
| 15.  | TJ VOKD Poruba „B“                  | 30 | 8  | 6  | 16 | 27 | 47 | 22 |
| 16.  | TJ Modeta Jihlava                   | 30 | 7  | 7  | 16 | 28 | 47 | 21 |

Poznámky:
- Z = Odehrané zápasy; V = Vítězství; R = Remízy; P = Prohry; VG = Vstřelené góly; OG = Obdržené góly; B = Body; (S) = Mužstvo sestoupivší z vyšší soutěže; (N) = Mužstvo postoupivší z nižší soutěže (nováček)

|  | Postup do II. ligy – sk. B 1979/80                   |
|  | Sestup do Jihomoravského krajského přeboru 1979/80   |
|  | Sestup do Severomoravského krajského přeboru 1979/80 |